# Bassilla
Bassilla, född okänt år, död cirka 220, var antik romersk skådespelerska, sångerska och dansös. 
En minnessten sattes upp till hennes ära av sin kollega, aktören och mimaren Heracleides vid teatern i Aquileia. 
Hon beskrivs som en scenartist vars berömmelse sträckte sig över många städer för hennes framträdande i både talpjäser, pantomimföreställningar, körsång och dans. Hon hade titeln archimima, vilket var vad en ledande skådespelerska kallades. Hon beskrivs som en "tionde musa" och ska ha uppmärksammats särskilt för en dödsscen. En roll hon förmodas ha spelat var den kända komiska rollen som den intrigerande hustrun Charition.
Hennes minnessten har blivit föremål för forskning om kvinnliga scenartisters tillvaro i det antika Rom. 